# Jean Coulomb
Jean Coulomb (n. 7 noiembrie 1904, Blida - d. 26 februarie 1999, Paris) a fost un geofizician francez, care a fost ales ca membru de onoare al Academiei Române.

## Distincții
- Marea Cruce a Legiunii de Onoare
- Marea Cruce a Ordinului de Merit
- Ofițer al Meritului Saharian

1. 1 2  Jean Marie François Joseph Coulomb, annuaire prosopographique: la France savante, accesat în 9 octombrie 2017
2. 1 2  Jean Coulomb, Roglo
3. 1 2 3  Autoritatea BnF, accesat în 10 octombrie 2015
4. 1 2  Jean Coulomb, SNAC, accesat în 9 octombrie 2017